# Feuerwehr in Kroatien

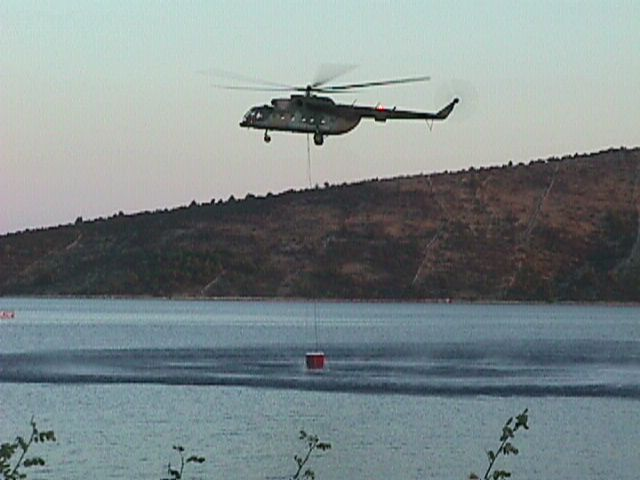
Wasserentnahme eines Feuerlöschhubschraubers

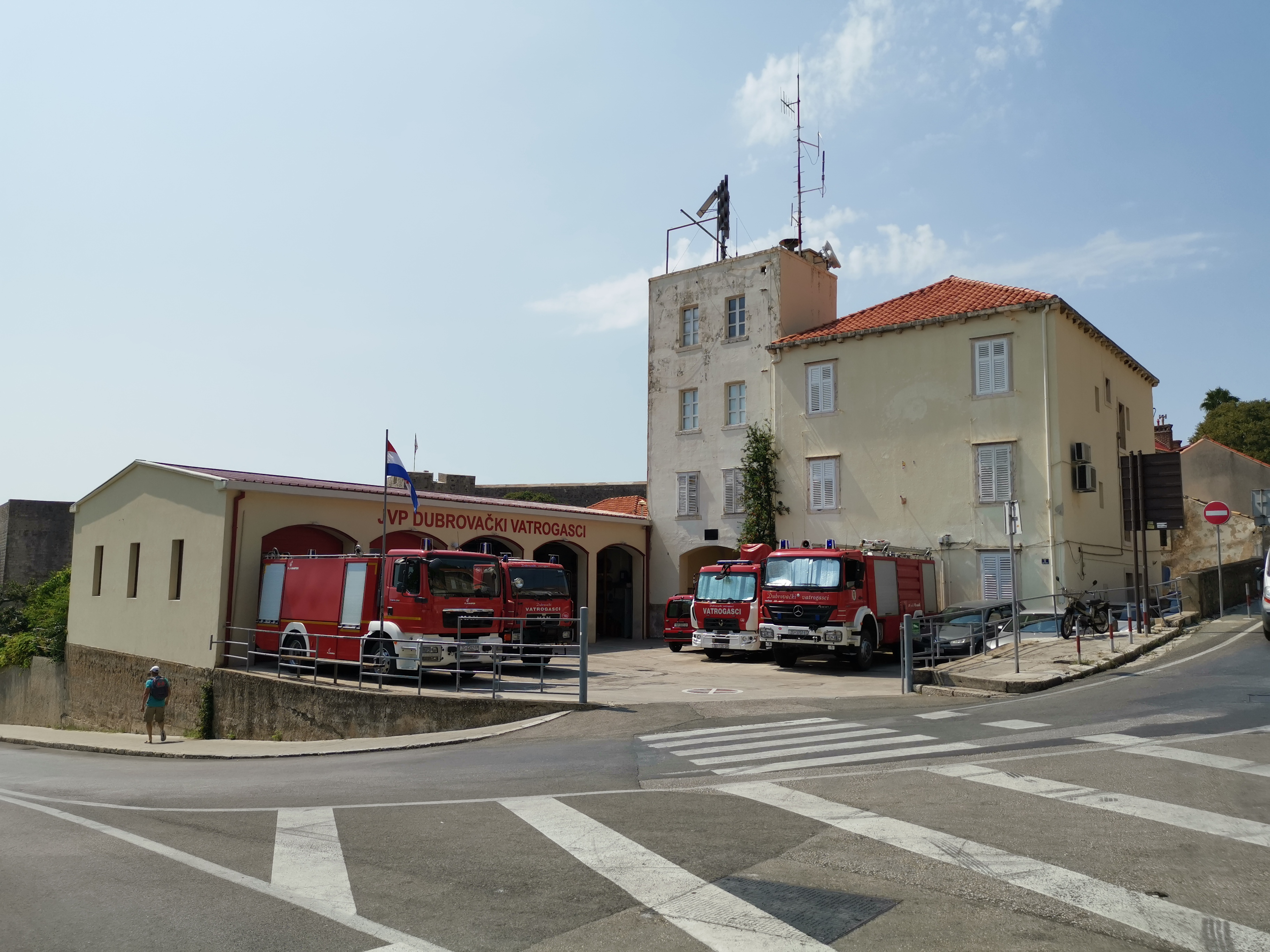
Feuerwache in Dubrovnik

Die Feuerwehr in Kroatien besteht aus rund 3.400 Berufsfeuerwehrleuten, 1.100 Feuerwehrleuten auf Teilzeitbasis und rund 54.200 freiwilligen Feuerwehrleuten.
Im Zuge der Unabhängigkeitserklärung Kroatiens im Juni 1991 gegenüber der Sozialistischen Föderativen Republik Jugoslawien bildeten sich dort eigenständige Feuerwehren.

## Allgemeines
In Kroatien bestehen 1.923 Feuerwachen und Feuerwehrhäuser, in denen 2.248 Löschfahrzeuge und 115 Drehleitern bzw. Teleskopmasten für Feuerwehreinsätze bereitstehen. Insgesamt sind 58.714 Personen, davon 3.425 Berufsfeuerwehrleute, 1.070 Teilzeit-Feuerwehrleute und 54.219 freiwillige Feuerwehrleute, im Feuerwehrwesen tätig. Der Frauenanteil beträgt 12 %. In den Jugendfeuerwehren sind 21.927 Kinder und Jugendliche organisiert.
Die kroatischen Feuerwehren wurden im Jahr 2019 zu 31.393 Einsätzen alarmiert, dabei waren 14.980 Brände zu löschen. Hierbei wurden 30 Tote bei Bränden von den Feuerwehren geborgen und 166 Verletzte gerettet.
Die geographischen und meteorologischen Besonderheiten Kroatiens erfordern eine enorme Einsatzbereitschaft. Im Sommer machen lang anhaltende Trockenzeiten mit täglichen Temperaturen von mehr als 30 °C der Natur zu schaffen. Schnell gibt es große Flächen- und Waldbrände, die nur schwer unter Kontrolle zu bringen sind.

## Feuerwehrorganisation
Die kroatische Feuerwehrorganisation Hrvatska vatrogasna zajednica repräsentiert die kroatischen Feuerwehren mit ihren über 58.000 Feuerwehrangehörigen im Weltfeuerwehrverband CTIF (Comité technique international de prévention et d’extinction du feu). Darüber hinaus bestehen Verbindungen insbesondere zu europäischen Feuerwehrverbänden, wie dem Deutschen Feuerwehrverband.